# Oryzorictes
Pour les articles homonymes, voir Tenrec.
Genre
Oryzorictes, est un genre de la famille des Tenrecidae, comprenant des mammifères insectivores endémiques de Madagascar. Ils sont appelés tenrecs en français. Il ne faut pas confondre ces espèces avec le Tangue, seule espèce du genre Tenrec.

## Liste d'espèces
Selon ITIS et Selon MSW :
- Oryzorictes hova A. Grandidier, 1870
- Oryzorictes tetradactylus Milne-Edwards & A. Grandidier, 1882

## Caractéristiques
Les individus des espèces de ce genre mesurent environ entre 10 et 12,5 cm de long pour une masse comprise entre 28 et 40 g. Comme d'autres insectivores semi-fouisseurs ils ont des pattes avant bien développées, pourvues de griffes ainsi que des petits yeux et de petites oreilles. Ils ont un pelage généralement brun-roux, bicolore selon qu'il s'agit du dos ou du ventre mais certaines populations de Oryzorictes hova sont albinos.
La différenciation des espèces se fait surtout par le nombre de doigts des membres antérieurs. Oryzorictes tetradactylus a, comme son nom l'indique, quatre doigts, tandis que Oryzorictes hova en a cinq.
Oryzorictes tetradactylus possède aussi une queue généralement plus courte que Oryzorictes hova mais des variations individuelles existent, rendant ce seul critère insuffisant pour reconnaître les espèces.